# Zezé Di Camargo & Luciano (álbum de 2001)
Zezé Di Camargo & Luciano é o décimo segundo álbum de estúdio da dupla brasileira de música sertaneja Zezé Di Camargo & Luciano, lançado em 2001. Reúne os sucessos "Passou da Conta" (regravação de Bruno & Marrone), "Nem Mais Uma Dúvida", "Pra Sempre em Mim", "Diz Pro Meu Olhar" e a releitura de "Meu País", que os mesmos gravaram em 1998. É o primeiro do século XXI. Com o disco, a dupla recebeu sua segunda indicação ao Grammy Latino.
A faixa "Meu País" foi gravada e lançada no seu 9º álbum de carreira, chamado Zezé Di Camargo & Luciano, em 1998, porém foi revertida em 2001. A faixa "Diz Pro Meu Olhar" foi incluída no 18º álbum de carreira, chamado Diferente, como o 1º single do CD. A faixa "Bella Senz' Anima" já havia sido gravada por Zezé no primeiro DVD da dupla, lançado no ano seguinte.

## Faixas
| N.º | Título                               | Compositor(es)                                        | Duração |  |
| 1.  | "Pra Sempre em Mim (You Needed Me)"  | Goodrum (versão: César Augusto)                       | 3:28    |  |
| 2.  | "Fala Sério"                         | Alvaro Socci                                          | 4:02    |  |
| 3.  | "Tanto Pra Te Dizer"                 | Juno / Maurício Gasperini                             | 4:28    |  |
| 4.  | "Nem Mais Uma Dúvida"                | Cecílio Nena / Antonio Luiz / Zezé Di Camargo         | 4:16    |  |
| 5.  | "O Amor Deixou a Gente"              | Tivas / Sérgio Pinheiro / Tânia Mara                  | 4:20    |  |
| 6.  | "Diz Pro Meu Olhar"                  | Zezé Di Camargo / César Augusto                       | 3:39    |  |
| 7.  | "Passou da Conta"                    | Bruno / Felipe                                        | 4:38    |  |
| 8.  | "Só Com o Olhar"                     | Claudio Noam / Netto Abdala / Paulo Sérgio            | 4:48    |  |
| 9.  | "Solidão a Três"                     | Carlos Randall / Danimar                              | 4:02    |  |
| 10. | "É Disso Que Eu Preciso"             | César Augusto / Elias Almeida                         | 3:41    |  |
| 11. | "Só Amando é Que Se Vive"            | Lucimar / Ivan Medeiros                               | 3:11    |  |
| 12. | "Menino Cantador"                    | Zezé Di Camargo                                       | 3:48    |  |
| 13. | "Refém do Amor"                      | Zezé Di Camargo                                       | 3:33    |  |
| 14. | "Meu País"                           | Zezé Di Camargo                                       | 4:33    |  |
| 15. | "Não Sou o Mesmo Sem Você Por Perto" | Zezé Di Camargo                                       | 3:46    |  |
| 16. | "Bella Senz' Anima"                  | Americo Cassella / Marco Luberti / Riccardo Cocciante | 4:15    |  |

## Desempenho nas paradas musicais

### Gráficos semanais
| Tabela musical (2001)      | Melhor posição |
| -------------------------- | -------------- |
| Brasil - São Paulo (Nopem) | 1              |

### Gráficos anuais
| Tabela musical (2001) | Melhor posição |
| --------------------- | -------------- |
| Brasil (ABPD)         | 6              |

## Certificações
| Brasil (Pro-Música Brasil)                | 3× Platina | 2001 | 750.000* |
| *número de vendas baseado na certificação |            |      |          |